# Wide Open Spaces
Wide Open Spaces é um álbum do Dixie Chicks, lançado em 27 de Janeiro de 1998. Este álbum está na lista dos 200 álbuns definitivos no Rock and Roll Hall of Fame.

## Faixas
1. "I Can Love You Better" (Pamela Brown Hayes, Kostas) – 3:53
2. "Wide Open Spaces" (Susan Gibson) – 3:44
3. "Loving Arms" (Tom Jans) – 3:37
4. "There's Your Trouble" (Mark Selby, Tia Sillers) – 3:10
5. "You Were Mine" (Emily Robison, Martie Seidel) – 3:37
6. "Never Say Die" (George Ducas, Radney Foster) – 3:56
7. "Tonight the Heartache's on Me" (Mary Francis, Johnny MacRae, Bob Morrison) – 3:25
8. "Let 'Er Rip" (Billy Crain, Sandy Ramos) – 2:49
9. "Once You've Loved Somebody" (Thom McHugh, Bruce Miller) – 3:28
10. "I'll Take Care of You" (J. D. Souther) – 3:40
11. "Am I the Only One (Who's Ever Felt This Way?)" (Maria McKee) – 3:25
12. "Give It Up or Let Me Go" (Bonnie Raitt) – 4:55